# Javisst har barnen rätt
Javisst har barnen rätt är en svensk animerad barn- och ungdomsserie i 13 delar från 1994. Serien sändes 1999 i Bolibompa och är baserad på FN:s konvention om barns rättigheter.

## Om serien
I varje avsnitt kommer ett brev till FN.

Där står det något om en artikel i barnkonventionen.

## Rollista
- Rektorn och Magistern - Johan Hagelbäck